# Viktoria Hecht

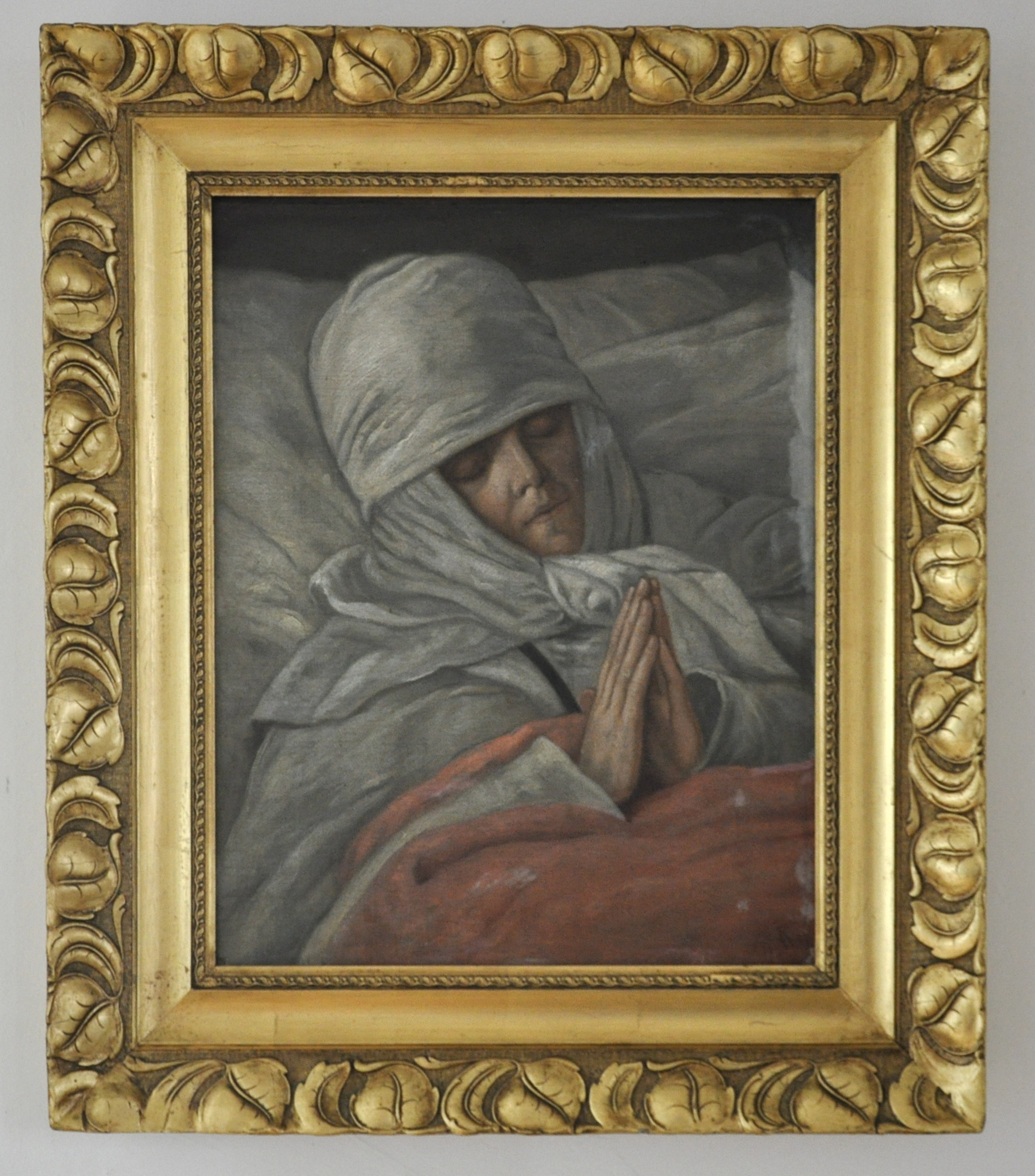
Wolpertswende, Pfarrkirche St. Gangolf, Gemälde: Viktoria Hecht auf dem Krankenbett

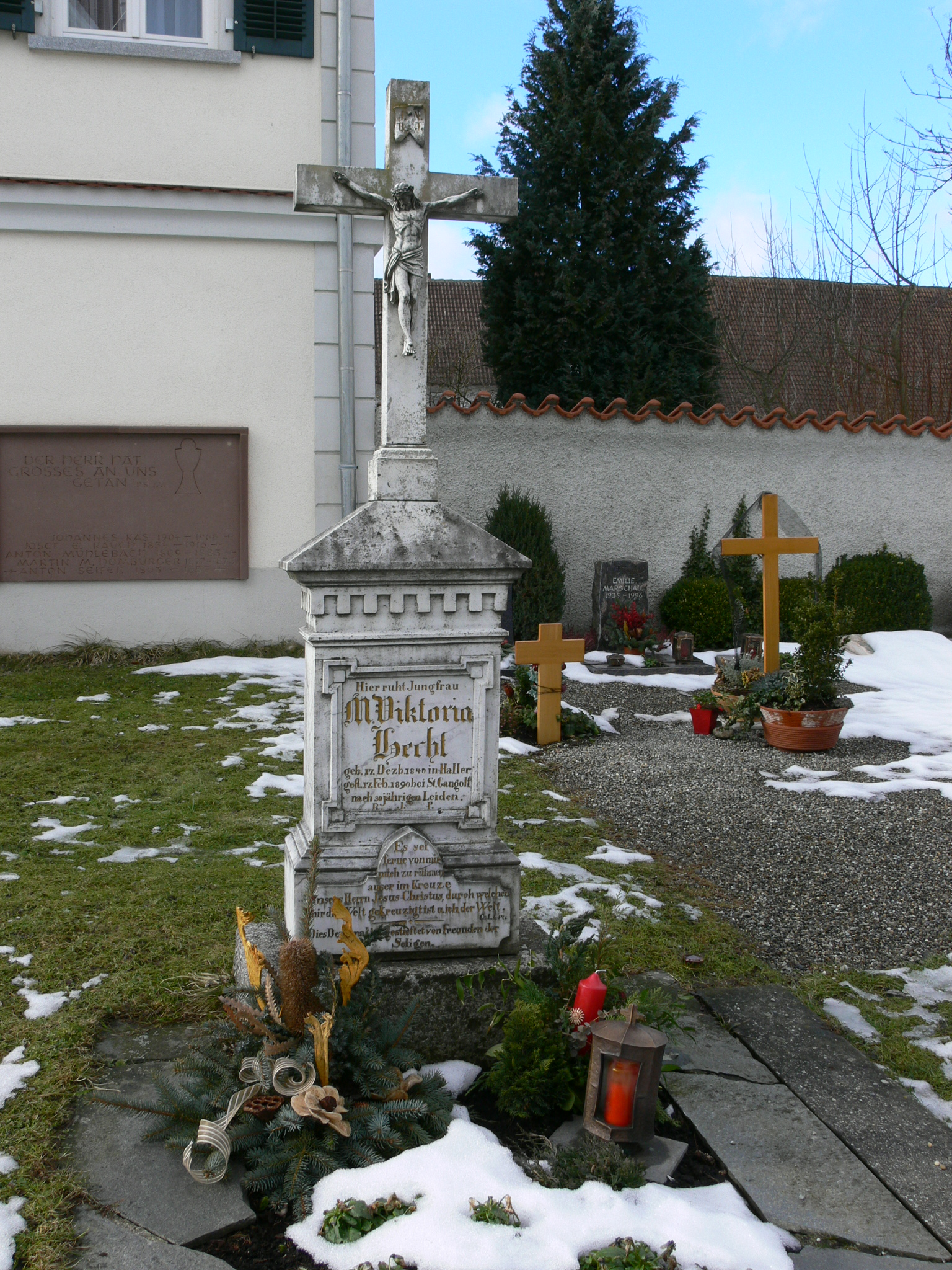
Grabmal der Viktoria Hecht auf dem Friedhof in Wolpertswende

Viktoria Hecht (genannt Viktörle; * 17. Dezember 1840 in Haller bei Wolpertswende, Oberschwaben; † 17. Februar 1890 ebenda) war eine katholische Jungfrau und Dulderin aus Wolpertswende. Als Stigmatisierte wird sie von Teilen der römisch-katholischen Bevölkerung noch heute verehrt. 
Hecht lebte in Wolpertswende jahrelang in dem Haus, das an die Gangolfkapelle angebaut ist. Nach einem Sturz war sie 30 Jahre lang bettlägerig und verlor nach und nach die Fähigkeit zu sprechen. Angeblich konnte sie nur auf Aufforderung ihres Beichtvaters sprechen. 
Der Überlieferung nach trug Hecht vom 13. August 1869 an fünf Jahre lang die Wundmale Jesu. Erst auf ihre Bitten hin wurden die Stigmata 1874 unsichtbar. Angeblich nahm sie fünf Jahre lang nahezu ununterbrochen keine Nahrung zu sich.
Im Juli 2012 wurde der Freundeskreis Viktoria Hecht e. V. gegründet, der das Andenken an Viktoria Hecht lebendig halten und ihre Verehrung fördern möchte. Der Verein hat es sich auch zur Aufgabe gemacht, die Daten und Dokumente, die mit dem Leben Viktoria Hechts zusammenhängen, zu sammeln, zu sichten und zu veröffentlichen.